# John Wilkes Booth
John Wilkes Booth (Bel Air, Maryland, 10 mei 1838 – Port Royal, Virginia, 26 april 1865) was een Amerikaans acteur en de moordenaar van president Abraham Lincoln.

## Biografie

### Toneelcarrière
John Wilkes Booth werd geboren op een boerderij in Maryland. Hij was de negende van tien kinderen van de Engelse acteur Junius Brutus Booth, die in 1821 naar de Verenigde Staten emigreerde. Op 17-jarige leeftijd maakte Booth zijn toneeldebuut en ten tijde van de Amerikaanse Burgeroorlog (1861-1865) was Booth een gevierd acteur en een beroemdheid. Recensenten loofden zijn acteertalent en hij had veel vrouwelijke bewonderaars vanwege zijn knappe verschijning.

### Amerikaanse Burgeroorlog
Tijdens de Burgeroorlog was Booth een vurig sympathisant van de Geconfedereerde Staten van Amerika. Hij was een voorstander van de slavernij en hekelde de strijd van president Lincoln tegen de Confederatie. Zijn afkeer van Lincoln motiveerde hem om samen met andere samenzweerders de president te ontvoeren. Toen dit mislukte en de Confederatie aan de verliezende hand bleek te zijn besloot Booth de president om het leven te brengen. Twee handlangers zouden tegelijkertijd minister van Buitenlandse Zaken William Seward en vice-president Andrew Johnson vermoorden.

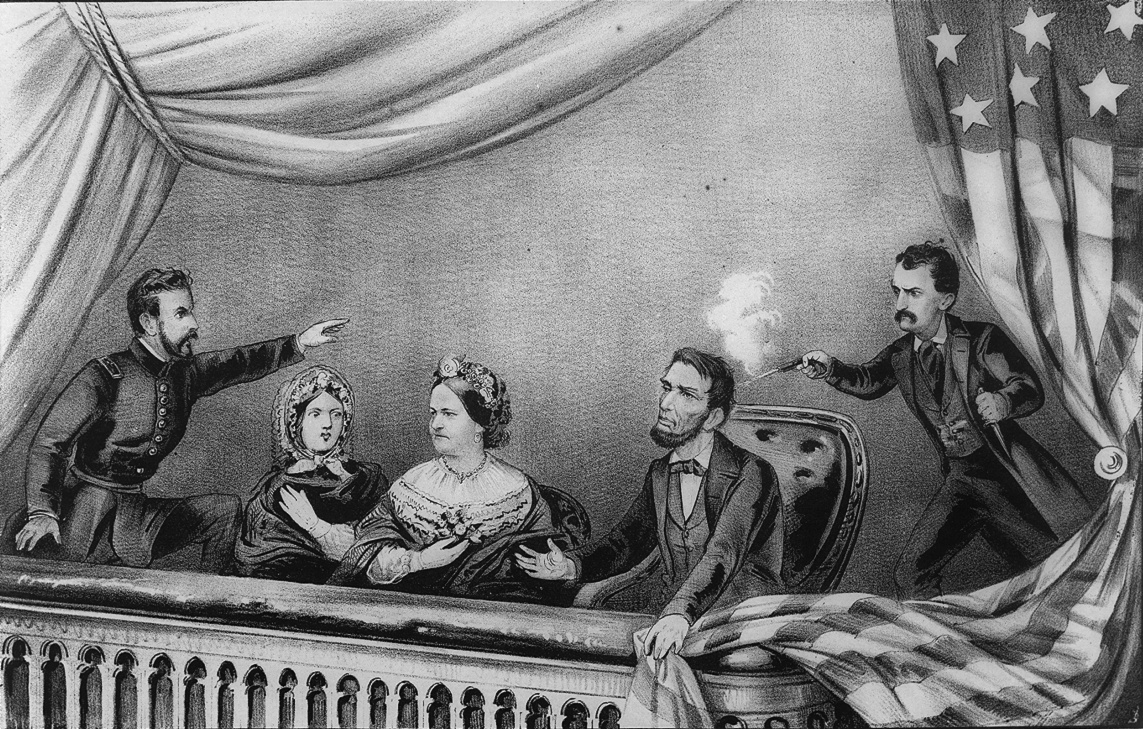
De moord op Abraham Lincoln. Van links naar rechts: Henry Rathbone, Clara Harris, Mary Todd Lincoln, Abraham Lincoln en John Wilkes Booth. Hoewel het op deze prent lijkt alsof Rathbone de moord probeerde te verijdelen was hij pas op de hoogte van de aanslag toen het schot gelost werd.

### Moord op Abraham Lincoln
Op Goede Vrijdag, 14 april 1865, vijf dagen nadat de geconfedereerde generaal Robert E. Lee zich had overgegeven, was president Lincoln aanwezig in Ford's Theatre in Washington D.C. om het toneelspel Our American Cousin bij te wonen. Booth schoot Lincoln achter in het hoofd met een pistool (een .44 kaliber-Derringer). Na een korte worsteling verwondde hij Lincolns metgezel Henry Rathbone en sprong hij vanuit de presidentiële galerij naar beneden, waar hij volgens de overlevering "Sic semper tyrannis" ("Zo vergaat het tirannen altijd") riep. Dit zou Brutus bij de moord op Julius Caesar ook hebben geroepen. De moord op Lincoln was de enige geslaagde moordaanslag van de drie samenzweerders; William Seward raakte wel zwaargewond en de aanslag op Johnson heeft nooit plaatsgevonden.

### Dood
Booth wist ondanks een gebroken been te ontkomen, maar werd twaalf dagen later, na een klopjacht van de cavalerie, opgespoord in Virginia, waar hij zich schuilhield in een tabakschuur. Hij weigerde zich over te geven, waarop de schuur in brand werd gestoken. Sergeant Boston Corbett van de cavalerie vermoedde dat Booth vanuit de brandende schuur het vuur op de soldaten zou kunnen openen en schoot hem door een kier neer. De dodelijk gewonde Booth werd vervolgens uit de schuur gehaald en stierf enkele uren later.
- Biblioteca Nacional de Chile: 000505518
- Biblioteca Nacional de España: XX4817561
- Bibliothèque nationale de France: cb11970317v (data)
- CiNii: DA14277170
- Gemeinsame Normdatei: 119060639
- International Standard Name Identifier: 0000 0001 0773 016X
- Library of Congress Control Number: n79061239
- National Archives and Records Administration: 10582830
- Bibliotheek van het Japanse parlement: 01065107
- Nationale Bibliotheek van Tsjechië: mub20231173956
- Nationale Bibliotheek van Israël: 987007305139405171
- Nationale Bibliotheek van Polen: a0000003108921
- Nederlandse Thesaurus van Auteursnamen: 070037418
- Russische Staatsbibliotheek: 000118849
- SNAC: w6gt5n06
- Système universitaire de documentation: 027721035
- Virtual International Authority File: 10647377
- WorldCat: E39PBJjXmP33b9Q7VYFgb4JkXd